# Emilio Rodríguez Barros
Emilio Rodríguez Barros (Ponteareas, 28 de novembre de 1923 - 21 de febrer de 1984) va ser un ciclista espanyol, que va córrer entre 1946 i 1958. Va pertànyer a una família de tradició ciclista en la qual també foren professionals els seus germans Delio, Manuel i Pastor.
El seu major èxit esportiu l'aconseguí el 1950, en adjudicar-se la Volta Ciclista a Espanya, a més de cinc triomfs d'etapa i la classificació de la muntanya, la qual ja havia guanyat en les edicions de 1946 i 1947. Fou Campió d'Espanya en ruta el 1954 i guanyà dues vegades la Volta a Catalunya, el 1947 i 1948.

## Palmarès
- 1946
  - 1r a la Volta a Galícia
  - 1r del Gran Premi de la muntanya de la Volta a Espanya
- 1947
  -  1r a la Volta a Catalunya, vencedor d'una etapa i 1r del Gran Premi de la Muntanya.
  - 1r a la Volta a Galícia
  - 1r a la Volta a Astúries
  - Vencedor d'una etapa de la Volta a Espanya i 1r del Gran Premi de la muntanya
  - Vencedor d'una etapa de la Volta a Burgos
- 1948
  -  1r a la Volta a Catalunya i vencedor d'una etapa.
  - 1r a la Volta a Llevant
  - Vencedor d'una etapa del Gran Premi Marca
- 1950
  -  Campió d'Espanya de Muntanya
  -  1r a la Volta a Espanya, vencedor de 5 etapes i 1r del Gran Premi de la muntanya
- 1954
  -  Campió d'Espanya en ruta
- 1955
  - 1r a la Volta a Galícia

### Resultats a la Volta a Espanya
- 1945. Fora de control (1a etapa)[5]
- 1946. 8è de la classificació general. 1r del Gran Premi de la muntanya
- 1947. 47 de la classificació general. Vencedor d'una etapa. 1r del Gran Premi de la muntanya
- 1948. 2n de la classificació general
- 1950. 1r de la classificació general. Vencedor de 5 etapes. 1r del Gran Premi de la muntanya
- 1955. 24è de la classificació general
- 1956. 11è de la classificació general
- 1957. 42è de la classificació general

### Resultats al Tour de França
- 1949. Abandona (5a etapa)
- 1951. Abandona (2a etapa)
- 1954. 43è de la classificació general